# خوسيه ديونيسيو سيسنيروس
خوسيه ديونيسيو سيسنيروس (بالإسبانية: José Dionisio Cisneros) هو عسكري فنزويلي، ولد في 1796، وتوفي في 1847 بسبب إعدام رميا بالرصاص.